# Ewa Kulikowska (wicewojewoda)
Ewa Kulikowska (ur. 17 października 1981 w Grajewie) – polska polityk i ekonomistka, w 2024 wicewojewoda podlaski.

## Życiorys
Z zawodu ekonomistka. Od 2006 do stycznia 2024 pracowała w banku BNP Paribas (wcześniej BGŻ). Podjęła pracę na stanowisku doradcy klienta biznesowego, następnie zatrudniona jako dyrektor oddziałów w Mońkach i Bielsku Podlaskim. W 2018 objęła stanowisko menadżera bankowości biznesowej na terenie województwa podlaskiego. Objęła stanowisko sołtys wsi Rostołty w gminie Juchnowiec Kościelny. Wystartowała w wyborach do Sejmu w 2019 (z ramienia Polskiego Stronnictwa Ludowego) i 2023 (z listy Trzeciej Drogi). 10 stycznia 2024 powołana na stanowisko wicewojewody podlaskiego z rekomendacji PSL (formalnie nie należąc do partii). Objęła odpowiedzialność za kwestie rolnictwa, środowiska i gospodarki nieruchomościami. W październiku tego samego roku złożyła rezygnację z funkcji w związku z przejściem na stanowisko wiceprezesa podlaskiego oddziału Narodowego Funduszu Zdrowia ds. świadczeniobiorców i służb mundurowych.